# Willy Delajod
Willy Delajod (Cornier, 25 september 1992) is een Frans voetbalscheidsrechter. Hij is in dienst van FIFA en UEFA sinds 2019. Ook leidt hij sinds 2018 wedstrijden in de Ligue 1.
Op 11 augustus 2018 leidde Delajod zijn eerste wedstrijd in de Franse nationale competitie. Tijdens het duel tussen Lille en Stade Rennais (3–1) trok de leidsman eenmaal de gele kaart. In Europees verband debuteerde hij tijdens een wedstrijd tussen Teuta Durrës en Granada in de tweede voorronde van de Europa League; het eindigde in 0–4 en Delajod gaf vier gele kaarten, waarvan twee aan dezelfde speler, die daardoor het veld moest verlaten. Zijn eerste interland floot hij op 8 juni 2021, toen Spanje met 4–0 won van Litouwen in een vriendschappelijke wedstrijd. Hugo Guillamón, Brahim Díaz, Juan Miranda en Javi Puado zorgden voor de doelpunten. Tijdens dit duel gaf Delajod twee gele kaarten, aan de Litouwers Fedor Černych en Ovidijus Verbickas.
In april 2024 werd hij gekozen als een van de videoscheidsrechters die actief zouden zijn op het EK 2024 in Duitsland.

## Interlands
| Datum             | Plaats              | Wedstrijd             | Uitslag | Competitie             | Kreeg geel | Kreeg voor de tweede keer geel en dus rood | Weggestuurd |
| ----------------- | ------------------- | --------------------- | ------- | ---------------------- | ---------- | ------------------------------------------ | ----------- |
| 8 juni 2021       | Leganés, Spanje     | Spanje – Litouwen     | 4 – 0   | Vriendschappelijk      | 2          | 0                                          | 0           |
| 28 maart 2023     | Köln, Duitsland     | Duitsland – België    | 2 – 3   | Vriendschappelijk      | 3          | 0                                          | 0           |
| 12 september 2023 | Boekarest, Roemenië | Roemenië – Kosovo     | 2 – 0   | EK 2024 kwalificatie   | 8          | 1                                          | 0           |
| 22 maart 2024     | Oslo, Noorwegen     | Noorwegen – Tsjechië  | 1 – 2   | Vriendschappelijk      | 2          | 0                                          | 0           |
| 6 september 2024  | Reykjavik, IJsland  | IJsland – Montenegro  | 2 – 0   | Nations League 2024/25 | 6          | 0                                          | 0           |
| 17 november 2024  | Helsinki, Finland   | Finland – Griekenland | 0 – 2   | Nations League 2024/25 | 3          | 0                                          | 0           |
| 6 juni 2025       | Tallinn, Estland    | Estland – Israël      | 1 – 3   | WK 2026 kwalificatie   | 1          | 0                                          | 0           |

Laatst bijgewerkt op 7 juni 2025.